# William Sharp

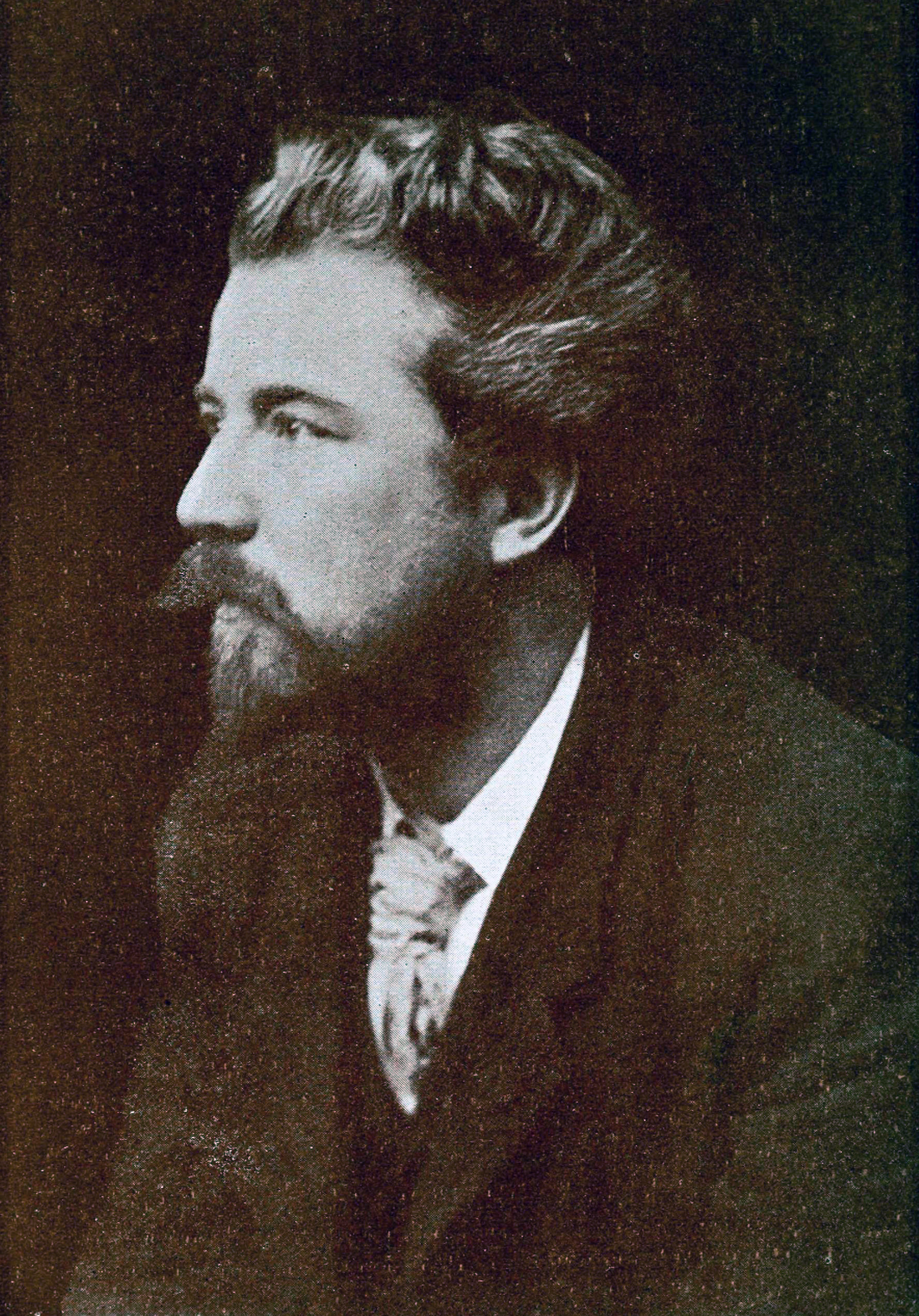
William Sharp fotagrafado por Dreferick Hollyer (1894).

William Sharp (12 de setembro de 1855 - 12 de Dezembro de 1905) foi um escritor e poeta escocês que, a partir de 1893, passou também a publicar livros como Fiona MacLeod, um pseudônimo que conseguiu manter quase secreto, durante todo o resto de sua vida.

Foi membro da Ordem Hermética da Aurora Dourada (Golden Dawn). 

## Obras selecionadas
- Dante Gabriel Rossetti: A Record and Study (1882)
- The Human Inheritance, The New Hope, Motherhood and Other Poems (1882)
- Sopistra and Other Poems (1884);
- Earth's Voices (1884) poemas
- Sea-Music: An Anthology of Poems (1887)
- Life of Percy Bysshe Shelley (1887)
- Romantic Ballads and Poems of Phantasy (1888)
- Sport of chance (1888) novela
- Life of Heinrich Heine (1888)
- American Sonnets (1889)
- Life of Robert Browning (1889)
- The Children of Tomorrow (1889)
- Sospiri di Roma (1891) poemas
- Life of Joseph Severn (1892)
- A Fellowe and his Wife (1892)
- Flower o' the Vine (1892)
- Pagan Review (1892)
- Vistas (1894)
- Pharais (1894) novela, como Fiona MacLeod.
- The Gipsy Christ and Other Tales (1895)
- Mountain Lovers (1895) novela, como Fiona MacLeod.
- The Laughter of Peterkin (1895) como Fiona MacLeod.
- The Sin-Eater and Other Tales (1895) como Fiona MacLeod.
- Ecce puella and Other Prose Imaginings (1896)
- The Washer of the Ford (1896) novela, como Fiona MacLeod.
- Fair Women in Painting and Poetry (1896)
- Lyra Celtica: An Anthology of Representative Celtic Poetry (1896)
- By Sundown Shores (1900) como Fiona MacLeod.
- The Divine Adventure (1900) como Fiona MacLeod.
- Iona (1900) como Fiona MacLeod.
- From the Hills of Dream, Threnodies Songs and Later Poems (1901) como Fiona MacLeod.
- The Progress of Art in the Nineteenth century (1902)